# Ludo De Keulenaer
Ludo De Keulenaer (Brasschaat, 16 de gener de 1960) va ser un ciclista belga, que fou professional entre 1982 i 1992. El seu èxit més important fou la victòria a la Copa Sels.

## Palmarès
- 1981
  - 1r al Tour de la província de Namur
- 1983
  - 1r a la Purnode-Yvoir
- 1986
  - 1r al GP Wielerrevue
- 1987
  - 1r a la Copa Sels
  - 1r a la Acht van Brasschaat

### Resultats al Tour de França
- 1982. 61è de la classificació general
- 1983. 73è de la classificació general
- 1984. 92è de la classificació general
- 1985. 126è de la classificació general

### Resultats al Giro d'Itàlia
- 1986. 126è de la classificació general